# Дом Мильгаузена
Дом Б. К. Мильгаузена — здание-достопримечательность в Москве.
Адрес: Москва, район Таганский, Центральный административный округ, улица Гончарная, дом 2. Здание охраняется как объект культурного наследия федерального значения.

## История
Здание построено в конце XVIII века — начале XIX века на месте допетровских палат. Врач Богдан Карлович Мильгаузен, тесть историка Т. Н. Грановского, владел этим домом в начале XIX века.

## Архитектура
Угловая постройка с купольной ротондой имеет характерные черты классицизма XIX века. Из-за рельефа местности присутствует этаж в полуподвале, что зрительно увеличивает высоту ротонды. Стены ротонды обработаны пилястрами. Окна ротонды — высокие, вытянутых пропорций — во втором этаже и маленькие квадратные — в третьем. На третьем этаже основного объёма здания имеются фланкирующие ротонду плоские полуциркульные ниши с трёхчастными окнами.